# قائمة المدن في لوكسمبورغ

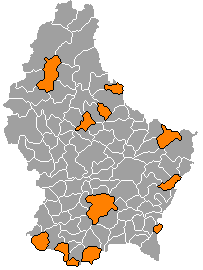
أبرزت المدن في لوكسمبورغ من بين جميع الكوميونات في البلاد.

هناك اثنتا عشرة مدينة في لوكسمبورغ، على النحو المحدد في القانون. على الرغم من وضعها كمدن، فهي ليست كلها مناطق حضرية متجاورة. فهي تشبه البلديات، لكن تم منحها وضعًا قانونياً منفصلةً. هناك فرق تقني بين حالة الكوميونات والمدن، لكن هذا محدود من الناحية العملية. أحد الاختلافات هو أن échevins في المدن يتم تعيينها رسمياً من قبل الدوق الأكبر، في حين يتم تعيين échevins للبلديات الأخرى من قبل وزير الداخلية.

## المصطلح
المصطلحات المستخدمة رسمياً للمدينة بالمعنى المقصود في هذه المقالة هي Stad (جمع Stied) في اللوكسمبورغية، و Stadt (جمع Städte) باللغة الألمانية، و ville (جمع villes) باللغة الفرنسية.
يمكن ترجمة كل هذه في المصطلح «مدينة». ومع ذلك، باستثناء العاصمة، لوكسمبورغ، فإن معظم الأماكن لا تتمتع بأي من الصفات التي تمنحها مكانة «مدينة» وفقًا لاستخدام اللغة العربية.

## التاريخ
من الناحية التاريخية، كان هذا الوضع مستمداً من امتلاك بلدة لميثاق المدينة، ولكن يتم الآن منح حقوق المدينة وتنظيمها بموجب القانون. في العصر الحديث، تم منح هذا الوضع لأول مرة في 24 فبراير 1843، عندما أعيدت سبع مدن من ثماني مدن كانت قد مُنحت سابقاً مواثيق كمدن (لم يكن Clervaux كذلك). كانوا (بالترتيب الوارد في القانون): مدينة لوكسمبورغ، وديكيرش، وغريفينماتشر، واشترناخ، وويلتز، وفياندين، وريميش.
لأكثر من ستين عاماً، لم تتم إضافة المزيد من المدن، لكن التحول الديموغرافي الواسع خلال الجزء الأخير من القرن التاسع عشر جعل من المستحيل ترك الترتيبات دون تغيير. وهكذا، في 29 مايو 1906، تمت ترقية إيش سوغ ألزيت، تبع إيش ديفردانج ودودلانج وإيتلبروك وروميلانج في 4 أغسطس 1907. تم منح منطقة من بلدية هوليريش (المنقرضة الآن) العنوان في 7 أبريل 1914، تحت عنوان "Hollerich- Bonnevoie "، فقدت هذه الحالة عندما تم دمج هوليريش في مدينة لوكسمبورغ في 26 مارس 1920.
كان آخر قانون من هذا القبيل يؤثر على وضع المدينة في لوكسمبورغ هو Loi communale du 13 décembre 1988 . بالترتيب المبين في هذا التشريع (على سبيل المثال، أبجدياً (حسب الأحرف اللوكسمبورغية)، باستثناء مدينة لوكسمبورغ أولاً)، فإن الكوميونات الإثني عشر التي تتمتع بوضع المدينة هي: مدينة لوكسمبورغ، وديكيرش، وديفيردانج، ودودلانج، وإيتيرناخ، وإيش سور ألزيت، وإيتلبروك، وغريفينماتشر، ورميش، وروميلانج وفياندين وويلتز.
على الرغم من وضعهم كمدينة، فإن بعض البلديات صغيرة جداً وتشبه القرى أكثر من المدن. هناك أيضاً بلديات ليس لها صفة مدينة بها عدد سكان أكثر من بعض المدن الرسمية (خاصة في تجمعات لوكسمبورغ والأراضي الحمراء، ولكن أيضاً في أماكن أخرى، مثل ميرش). بصرف النظر عن العاصمة، لوكسمبورغ، وهي مدينة تضم الآن أكثر من 110.000 نسمة، فإن البلديات الثلاث أو الخمس التالية الأكبر (ايش سور الزيت، و ديفردانج، ودوديلانج، بالإضافة إلى احتمال إيتلبروك وديكيرش) قد تم تحضّرها منذ فترة طويلة بما يكفي ليتم وصفها. كمدن. ومع ذلك، فإن معظم البلديات تنمو الآن مع استمرار ارتفاع معدلات الهجرة إلى لوكسمبورغ. هناك مشروع تخطيط مدن يهدف إلى تطوير إتيلبروك وديكيرش وأربع بلديات مجاورة إلى مركز جديد يسمى نوردستاد («المدينة الشمالية») ويتوقع أن يبلغ عدد سكانه 30000 نسمة.

## قائمة المدن

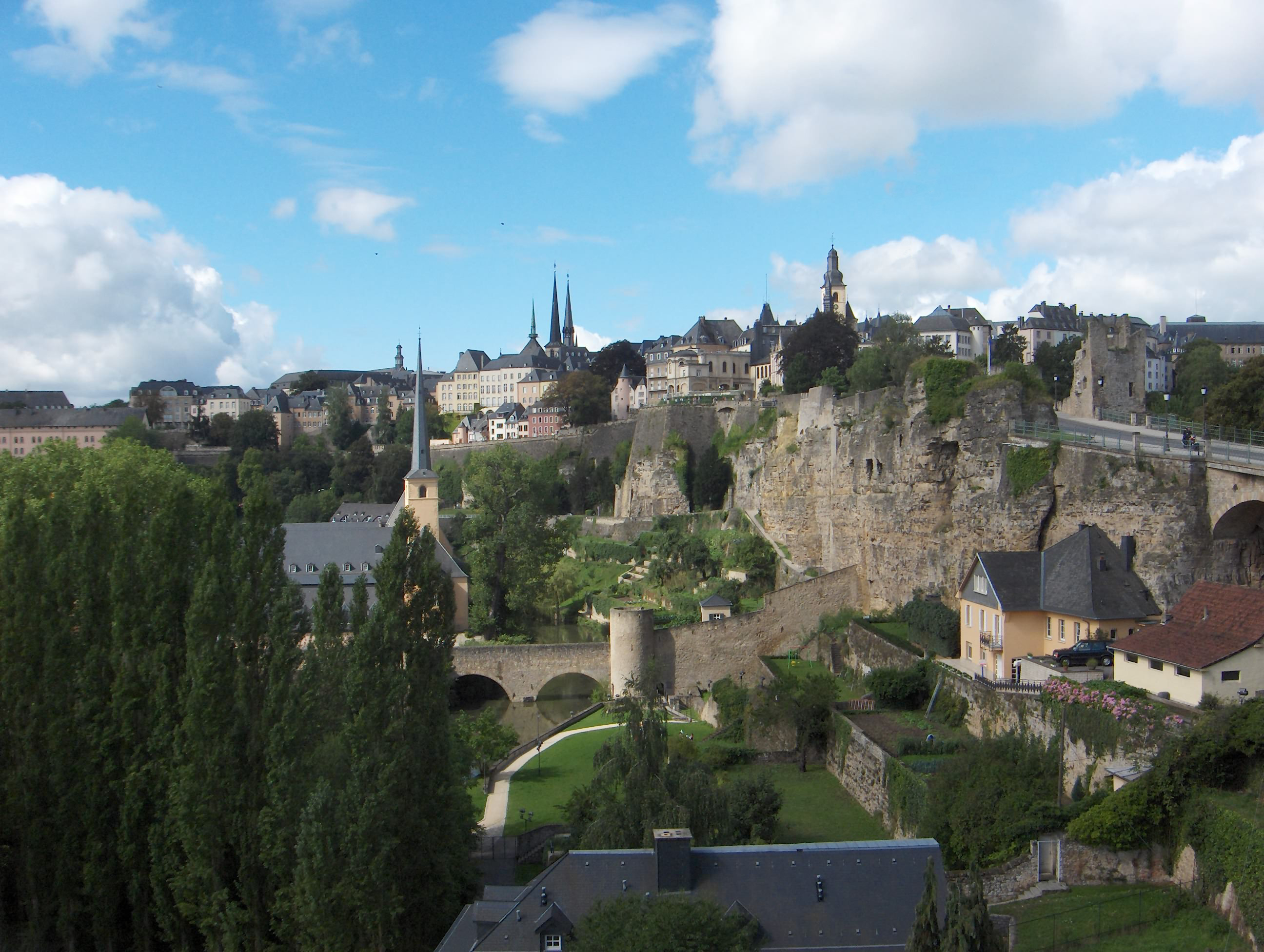
مدينة لوكسمبورغ

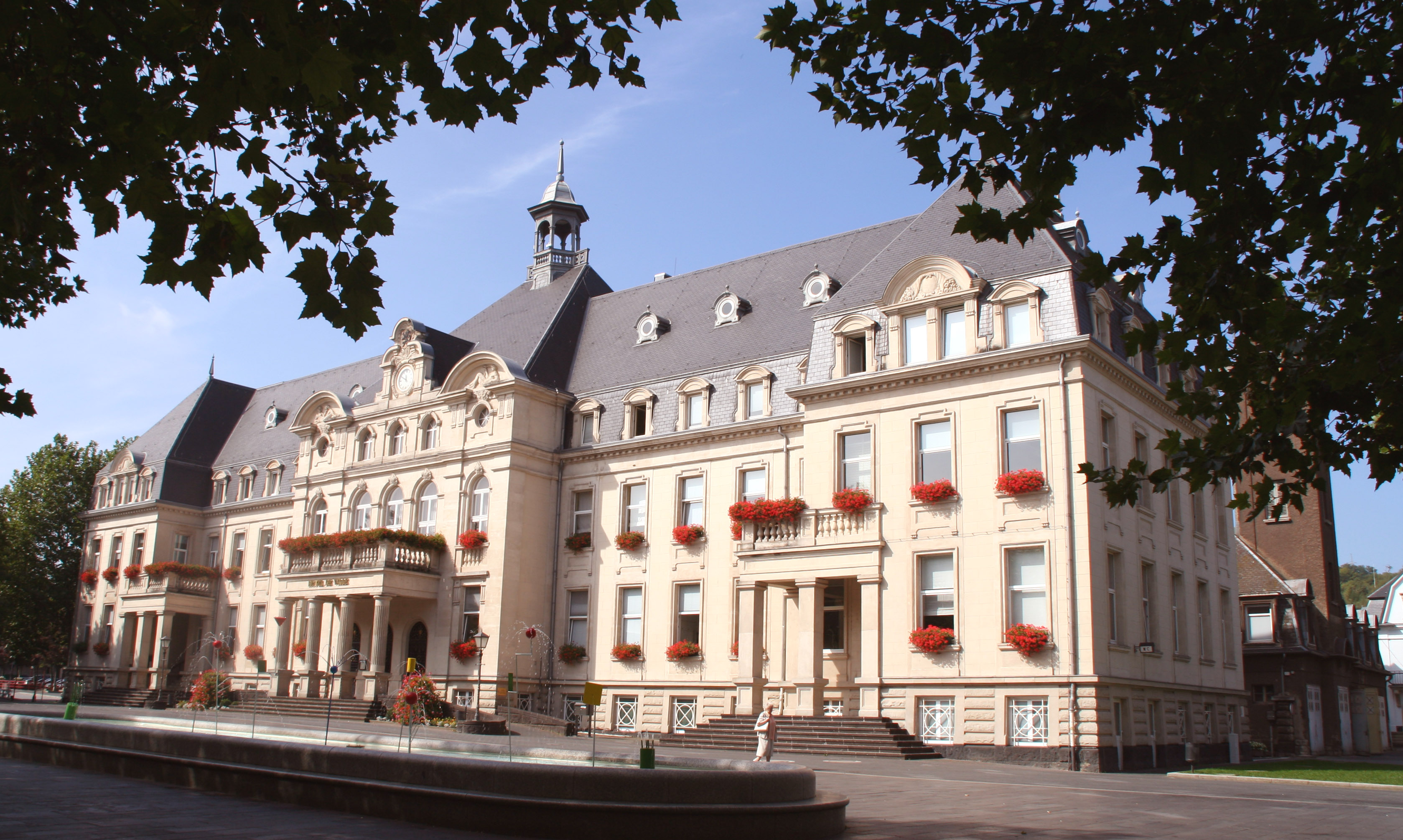
دوديلانج

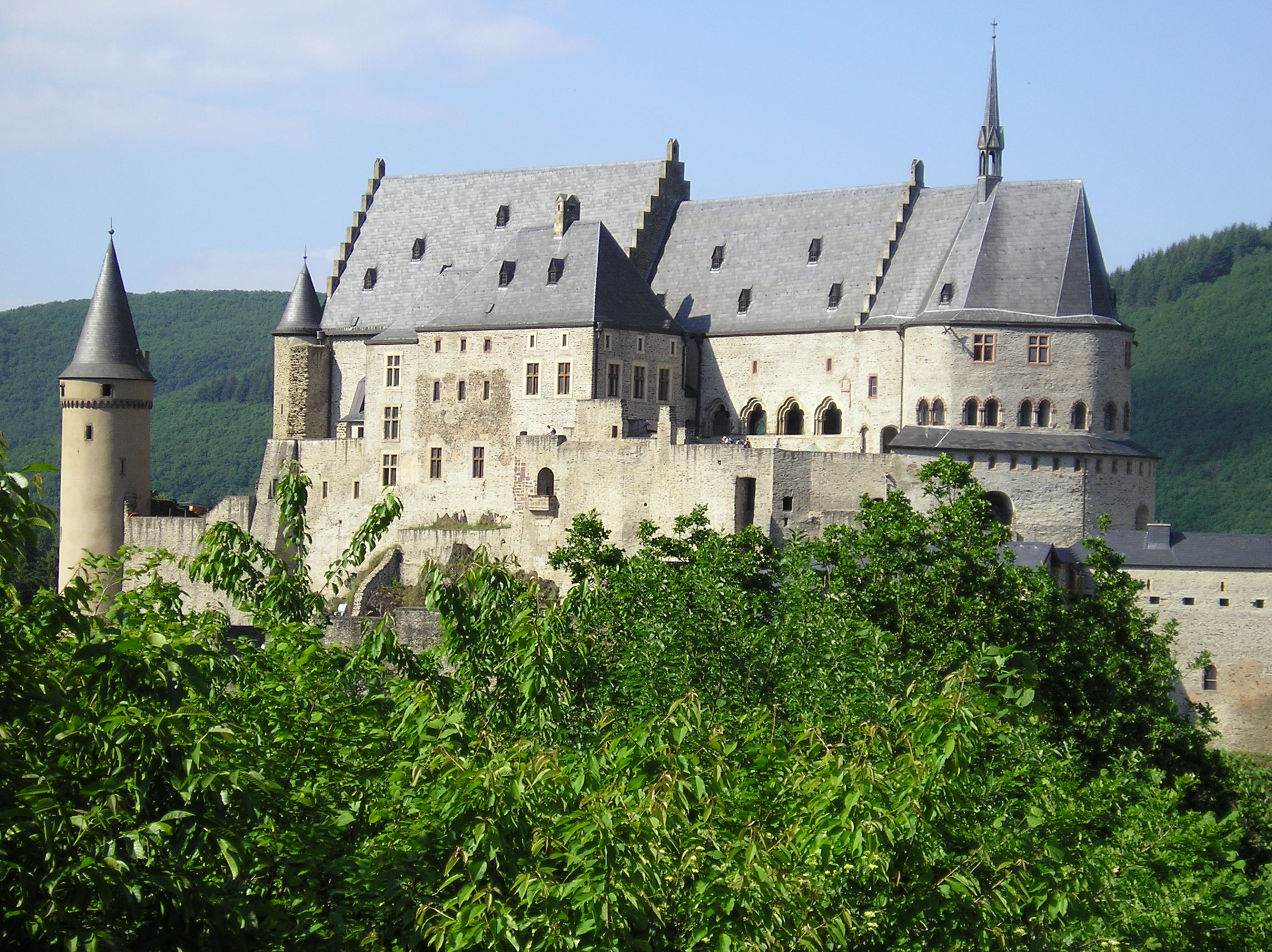
فياندين

| شعار النبالة | اسم             | كانتون        | منطقة (كيلومتر مربع) | تعداد السكان (اعتبارًا من 2016) | تاريخ القانون  |
| ------------ | --------------- | ------------- | -------------------- | ------------------------------ | -------------- |
|              | ديكيرش          | ديكيرش        | 12.42                | 6896                           | 24 فبراير 1843 |
|              | ديفردانج        | ايش سور الزيت | 22.18                | 24805                          | 4 أغسطس 1907   |
|              | دوديلانج        | ايش سور الزيت | 21.38                | 20.003                         | 4 أغسطس 1907   |
|              | اشترناخ         | اشترناخ       | 20.49                | 5249                           | 24 فبراير 1843 |
|              | إيش سوغ ألزيت   | ايش سور الزيت | 14.35                | 33939                          | 29 مايو 1906   |
|              | إيتلبروك        | ديكيرش        | 15.18                | 8544                           | 4 أغسطس 1907   |
|              | جريفينماتشر     | جريفينماتشر   | 16.48                | 4،794                          | 24 فبراير 1843 |
|              | مدينة لوكسمبورغ | لوكسمبورغ     | 51.46                | 115227                         | 24 فبراير 1843 |
|              | ريميش           | ريميش         | 5.29                 | 3،482                          | 24 فبراير 1843 |
|              | روميلانج        | ايش سور الزيت | 6.83                 | 5422                           | 4 أغسطس 1907   |
|              | فياندين         | فياندين       | 9.67                 | 1،918                          | 24 فبراير 1843 |
|              | ويلتز           | ويلتز         | 19.37                | 6522                           | 24 فبراير 1843 |